# لینکین پارک
لینکین پارک (انگلیسی: Linkin Park) یک گروه موسیقی راک آمریکایی است که در سال ۱۹۹۶ در آگورا هیلز، کالیفرنیا پایه‌گذاری شد. اعضای کنونی گروه شامل مایک شینودا (وکالیست/گیتاریست ریتم/کیبوردیست)، برد دلسون (گیتاریست اصلی)، جو هان (دی‌جی/ نوازندهٔ ترن‌تیبل)، دیو فارل (بیسیست)، امیلی آرمسترانگ (وکالیست مشترک) و کالین بریتین (درامر) می‌شود. در لاین‌آپ قبلی گروه هفت آلبوم استودیویی با حضور وکالیست اصلی چستر بنینگتون و درامر راب بوردون ضبط شد تا اینکه بنینگتون در سال ۲۰۱۷ بر اثر خودکشی درگذشت و گروه تا مدت نامشخص در وقفه بود. در سپتامبر ۲۰۲۴، خبر تشکیل دوبارهٔ لینکین پارک همراه با افزوده شدن آرمسترانگ و بریتین اعلام شد.
موسیقی نخست لینکین پارک در سبک آلترناتیو راک و نیو متال توصیف شد و تلفیقی از هوی متال و هیپ هاپ بود؛ در حالی که بعدها موسیقی آن‌ها شامل عناصر بیشتری از الکترونیکا و پاپ بود. این گروه با نخستین آلبوم استودیویی خود یعنی نظریه دورگه (۲۰۰۰) به شهرت جهانی رسید و خود آلبوم از طرف انجمن صنعت ضبط موسیقی ایالات متحده آمریکا گواهی‌نامهٔ الماس دریافت کرد. تک‌آهنگ‌های این آلبوم «یک قدم نزدیکتر»، «خزیدن» و «در پایان» در نقطهٔ اوج سبک نیو متال منتشر شدند و همگی در جدول فروش مین‌استریم راک موفق بودند. تک‌آهنگ «در پایان» با موفقیت متقاطع روبه‌رو شد و به رتبهٔ دوم جدول بیلبورد هات ۱۰۰ رسید. آلبوم بعدی آن‌ها، متئورا (۲۰۰۳) نیز موفقیت گروه را ادامه داد و به صدر جدول بیلبورد ۲۰۰ رسید. این گروه در سومین آلبومشان دقایقی تا نیمه‌شب (۲۰۰۷) به تجربه موسیقی تجربی پرداختند. تا پایان این دهه، لینکین پارک یکی از موفق‌ترین و محبوب‌ترین هنرمندان راک بود.
این گروه در چهارمین آلبوم خود به نام یک‌هزار خورشید (۲۰۱۰) به بررسی گسترده‌تر انواع سبک‌های موسیقی ادامه داد و موسیقی خود را با صداهای الکترونیک بیشتری ترکیب کرد. پنجمین آلبوم گروه با نام چیزهای زنده (۲۰۱۲) عناصر موسیقی همهٔ آثار قبلی آن‌ها را در هم ترکیب کرد. ششمین آلبوم آن‌ها، ضیافت شکار (۲۰۱۴)، شاهد بازگشت به صدای راک شدیدتر بود، در حالی که آلبوم هفتم آن‌ها، یک نور دیگر (۲۰۱۷)، به شکل قابل توجهی یک اثر پاپ‌محور بود. هشتمین آلبوم گروه، از صفر، در نوامبر ۲۰۲۴ منتشر شد.
لینکین پارک یکی از پرفروش‌ترین گروه‌های موسیقی قرن بیست و یکم و پرفروش‌ترین هنرمندان موسیقی جهان است که بیش از ۱۰۰ میلیون آلبوم در سراسر جهان فروخته است. آن‌ها دو جایزه گرمی، شش جایزه موسیقی آمریکا، دو جایزه موسیقی بیلبورد، چهار جایزه موسیقی ویدئوی ام‌تی‌وی، ۱۰ جایزه موسیقی ام‌تی‌وی اروپا و سه جایزه موسیقی ملل برنده شده‌اند. در سال ۲۰۰۳، ام‌تی‌وی۲ لینکین پارک را به عنوان ششمین گروه برتر در زمینه موزیک ویدئو و سومین گروه نو هزاره بعد از اوئیسیز و کلدپلی نامید. بیلبورد لینکین پارک را در رتبه ۱۹ فهرست بهترین هنرمندان دهه قرار داد. در سال ۲۰۱۲، گروه در نظرسنجی وی‌اچ‌وان به عنوان بزرگ‌ترین هنرمند دهه ۲۰۰۰ انتخاب شد. در سال ۲۰۱۴، این گروه توسط مجلهٔ کرنگ! به عنوان «بزرگ‌ترین گروه راک در حال حاضر جهان» معرفی شد.

## تاریخچه

### سالهای نخستین (۱۹۹۹–۱۹۹۶)
لینکین پارک در سال ۱۹۹۶ در لس‌آنجلس، کالیفرنیا شکل گرفت. راب بوردون به عنوان درامر، برد دلسون به عنوان گیتاریست، مایک شینودا به عنوان ام سی و خواننده و مارک ویکفیلد به عنوان خواننده که دوستی قدیمی و مستحکمی در دوران دبیرستان باهم داشتند پایه‌های اصلی گروه را ریختند. اندکی بعد دی جی جو هان که فارغ‌التحصیل هنرهای نمایشی بود و دیو فارل به عنوان نوازنده گیتار بیس به آنان ملحق شدند.
این گروه ابتدا با نام زیرو (xero) به کار پرداخت. با وجود منابع و امکانات کم این گروه شروع به ضبط موسیقی در استودیوی موقت مایک پرداخت و بالاخره در سال ۱۹۹۷ اولین و تنها EP گروه با ۴ قطعه منتشر شد اما برای گروه موفقیتی در پی نداشت و ناامیدی و تنش به وجود آمده در گروه باعث جدایی مارک از گروه و همچنین پیوستن دیو فارل به گروه‌های دیگر مانند Tasty Snax شد.
پس از مدتی چستر بنینگتون توسط جف بلو، تهیه‌کننده در زمینه موسیقی، به گروه معرفی شد و اینبار نام گروه به هایبرید تئوری تغییر و گروه با سبکی جدید از ترکیب صداهای مایک و چستر شروع به فعالیت کرد.
تغییر و تحول عظیم گروه با تغییر مجدد نام گروه شکل گرفت. اینبار نوبت لینکین پارک بود که البته گروه ابتدا مایل بود نام لینکولن پارک را برگزیند ولی بدست آوردن دامنه Lincolnpark.com به دلیل قیمت بالای آن ممکن نبود بنابراین مجبور به ایجاد تغییر در این نام و انتخاب لینکین پارک شد.
با وجود این تغییرات بازهم گروه برای امضا کردن قرارداد با کمپانی‌های بزرگ مشکل داشت. ناشرهای بزرگ یکی پس از دیگری درخواست لینکین پارک را رد می‌کردند اما در سال ۱۹۹۹ بالاخره گروه با کمک جف بلو توانست قراردادی با کمپانی برادران وارنر ببندد.

### نظریه دورگه (۲۰۰۲–۲۰۰۰)

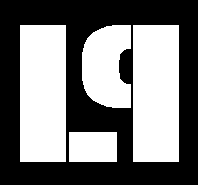
لوگوی لینکین پارک قبل از انتشار آلبوم دقایقی تا نیمه‌شب

لینکین پارک، اولین آلبوم خود را با نام هایبرید تئوری یا نظریه دورگه (به انگلیسی: Hybrid Theory) در ۲۴ اکتبر ۲۰۰۰ عرضه کرد. این آلبوم که نتیجه نیم دهه کار گروه بود، توسط دان گیلمور ویرایش شده بود. هایبرید تئوری آلبومی با موفقیت بسیار بالا بود؛ آلبوم با فروش بیش از ۴٫۸ میلیون نسخه در اولین سال، توانست به عنوان پرفروش‌ترین آلبوم سال شناخته شود و با رسیدن به شماره دو در جدول بیلبورد ۲۰۰ به همراه رسیدن به بالاترین رتبه در جدول در سراسر دنیا به همراه دریافت کردن جوایز گوناگون یکی از بزرگ‌ترین موفقیت‌های لینکین پارک به‌شمار می‌آید. این آلبوم در سال ۲۰۰۹، ۲۴ میلیون نسخه در سراسر جهان به فروش رسانید که آن را به پرفروش‌ترین آلبوم لینکین پارک و دومین آلبوم پرفروش دهه بعد از بیتلز تاکنون تبدیل ساخت. همچنین این آلبوم توانسته رتبه ۲۶ را برای بهترین آلبوم‌های تمام زمان‌ها از آن خود کند.
نظریه دورگه در استودیوی ان‌آرجی در شمال هالیوود، کالیفرنیا ضبط شد که تهیه‌کننده آن دان گیلمور بود. متن آهنگ گاهی در مورد مشکلات دوران نوجوانی چستر بنینگتون شامل جدایی پدر و مادر، سوء استفاده از دارو و جنگ و جدال‌ها بیداد می‌کند. هایبرید تئوری نامش را از نام قدیمی گروه گرفته است. چهار تک‌آهنگ از آلبوم عرضه شدند: «یک قدم نزدیک‌تر»، «تکه‌کاغذ» برنده جایزه گرمی، «خزیدن» و در پایان که آخرین‌شان توانست موفقیت بسیاری را برای آن‌ها به ارمغان بیاورد. در مراسم جایزه گرامی ۲۰۰۲، هایبرید تئوری برای بهترین آلبوم راک نامزد شد. این آلبوم همچنین در لیست ۱۰۰۱ آلبوم که شما باید پیش از مردن گوش کنید ثبت شد. آلبوم در بیلبورد ۲۰۰ برتر نیز رتبه آلبوم شماره ۱۱ برتر دهه را گرفت. نسخه مخصوصی از این آلبوم در ۱۱ مارس ۲۰۰۲، دو سال بعد از تاریخ صدور اصلی آن نشر شد.
در همین زمان، گروه دعوت‌های بسیاری را برای شرکت در تورهای برجسته‌ای همچون آزفست، تور فمیلی ولیو و اکاستیک کریسمس دریافت کردند. گروه همچنین تور رسمی خودشان را با نام پروجکت روولوشن (به انگلیسی: Project Revolution) ترتیب دادند که همراه با هنرمندان سرشناس دیگری نظیر سایپرس هیل، آدما و اسنوپ داگ بود. در طول یکسال، لینکین پارک در بیش از ۳۲۰ کنسرت اجرا نمودند. تجارب و اجراهای آن‌ها در اولین دی‌وی‌دی آن‌ها پارتی فرت در فستیوال پنکاک در نوامبر ۲۰۰۱ عرضه شد. همچنین در همین زمان بیسیست گروه، فینیکس نیز دوباره به گروه ملحق شد و گروه شروع به کار روی رمیکس آلبوم نمودند که نتیجه آن آلبوم ری-انیمیشن بود که در ۳۰ ژوئیه ۲۰۰۲ عرضه شد. ری-انیمیشن توانست در بیلبورد ۲۰۰ رتبه دوم را بگیرد و ۲۷۰٬۰۰۰ نسخه در اولین هفته به فروش برساند.

### متئورا (۲۰۰۴–۲۰۰۲)
بعد از موفقیت هایبرید تئوری و ری-انیمیشن، لینکین پارک زمان بسیار زیادی را روی کنسرت‌ها و تورهایشان در ایالات متحده پرداختند. تمام اعضا روی کار جدید متمرکز شدند و رسماً اعلام نمودند که آلبوم جدید در دسامبر ۲۰۰۲ عرضه خواهد شد و افشا نمودند که نام کار جدیدشان از منطقه متئورا در یونان جایی که صومعههای زیادی در روی کوه‌های آن بنا شده، الهام گرفته شده است. کلمهٔ متئورا در زبان یونانی به معنای «بلند مرتبه» است. آلبوم متئورا (به انگلیسی: Meteora) رسماً در ۲۵ مارس ۲۰۰۳ توسط برادران وارنر به نشر رسید. بهترین و موفق‌ترین تک‌آهنگ‌های لینکین پارک نیز در همین آلبوم می‌باشد که شامل «جایی که به آن تعلق دارم»، «ضعیف»، «دروغگویی از تو»، «از درون»، «شکستن عادت» و «کرخت» می‌شوند. متئورا موفق‌ترین آلبوم در تاریخ مدرن راک تراکز می‌باشد. آهنگ کرخت بزرگ‌ترین ترانه سال در جدول شناخته شد. این آلبوم بیش از ۱۰ میلیون نسخه در سراسر جهان به فروش رسانید و رتبه ۳۶ام را در مجله بیلبورد ۲۰۰ برترین آلبوم‌های دهه از آن خود کرد. این آلبوم در آمریکا و بریتانیا شماره ۱ و در استرالیا شماره ۲ را در جدول بهترین‌ها از آن خود کرد.
آلبوم در اولین هفته بیش از ۸۰۰٬۰۰۰ نسخه به فروش رسانید و با آمدن ماه اکتبر سال ۲۰۰۳، ۳ میلیون نسخه آن به فروش رفته بود. موفقیت این آلبوم باعث شد که لینکین پارک پروژه پروجکت روولوشن دیگری را شروع کند. همراه با آن، متالیکا نیر لینکین پارک را برای اجرا در تور تابستانی‌شان در ۲۰۰۳ دعوت کردند. در اوایل ۲۰۰۴، لینکین پارک تور جهانی متئورا را آغاز کردند که با پشتیبانی گروه‌های دیگری همچون پی.او.دی.، هوباستانک و استوری آف د یر همراه بود.

### طرح‌های جانبی (۲۰۰۴–۲۰۰۶)
بعد از موفقیت آلبوم متئورا، گروه کار خود را برای شروع آلبومی جدید برای سال‌های بعدی به تعویق انداختند. اما برخلاف آن، لینکین پارک به تورهایش ادامه‌داد و روی چندین طرح جانبی دیگر شروع به کار کرد. بنینگتون در ترانه‌ای از دی‌جی لتال با نام «حالت هنر» (State of the Art) ظاهر شد و کاردیگری را با گروه دد بای سانرایز، هنگامی که شینودا همراه با گروه تکنوپاپ بریتانیایی دپش مد همکاری می‌کرد، آغاز کرد. در سال ۲۰۰۴ گروه شروع به کار با جی-زی برای تهیه آلبوم رمیکس‌شان مسیر برخورد کردند. این آلبوم که دارای متن‌های جدیدتری از هر دو هنرمند بود در نوامبر ۲۰۰۴ عرضه شد. شینودا همچنین گروهی با نام فورت ماینر به عنوان یک طرح جانبی از لینکین پارک تشکیل داد. با کمک جی-زی، فورت ماینر توانست اولین آلبومش را با نام رایزین تاید عرضه کند که با موفقیت بسیار روبرو شد. در همان وقت رابطه گروه با کمپانی برادران وارنر به‌دلیل مشکلات مالی روبه‌خرابی می‌رفت و بعد از ماه‌ها نزاع و جنجال، گروه بالاخره با کمپانی در دسامبر ۲۰۰۵ کنار آمد.

### دقایقی تا نیمه شب (۲۰۰۶—۲۰۰۹)

لوگوی لینکین پارک بعد از انتشار آلبوم دقایقی تا نیمه‌شب

دقایقی تا نیمه‌شب (به انگلیسی: Minutes to Midnight) سومین آلبوم استودیویی لینکین پارک است که در ۴ نوامبر ۲۰۰۷ عرضه شد. این آلبوم در ایالات متحده آمریکا و ۱۵ کشور دیگر شامل بریتانیا و کانادا در رتبه اول قرار گرفت و توسط ریک رابین و مایک شینودا تهیه شده بود.
لینکین پارک رسماً کار روی این آلبوم را در سال ۲۰۰۳ شروع کردند. اگرچه در حین تور آلبوم متئورا در سال ۲۰۰۴ کار آلبوم برای مدتی به تعویق افتاده بود. آن‌ها کار را بعداً برای مدت بیشتری به تعویق انداختند هنگامی که مایک شینودا گروه فورت ماینر و چستر بنینگتون گروه دد بای سانرایز را تأسیس کردند. بعدها دوباره کارها را شروع کردند و ریک روبین به همراه مایک شینودا به عنوان تهیه‌کننده‌های این آلبوم شناخته شدند. چندین اشتباه کوچک افشا نشده در حین ساخت آلبوم رخ داد که باعث شد تاریخ عرضه آلبوم چندین بار به تعویق بیفتد. تا پیش از ماه آوریل ۲۰۰۷ تغییرات عمده‌ای از جمله میکس در آلبوم وارد شد تا در ماه آوریل اولین تک‌آهنگ آن با نام «آنچه من انجام داده‌ام» عرضه شد و بلافاصله در ۱۵ مه ۲۰۰۷ آلبوم در آمریکای شمالی عرضه شد.

### آلبوم یک هزار خورشید (۲۰۱۰–۲۰۰۸)
چهارمین آلبوم گروه لینکین پارک در تاریخ ۱۰ سپتامبر ۲۰۱۰ در اروپا و ۱۴ سپتامبر در ایالات متحده و بریتانیا توسط کمپانی برادران وارنر عرضه شد. این آلبوم کاری مشترک از تهیه‌کنندگی مایک شینودا و ریک روبین است که قبلاً آلبوم دقایقی تا نیمه‌شب را با هم تهیه نموده بودند.

### آلبوم موجودات زنده (۲۰۱۲)
موجودات زنده(به انگلیسی: Living Things) پنجمین آلبوم گروه است که به‌طور رسمی در ۲۶ ژوئن ۲۰۱۲ منتشرشد. اولین تک نرانه آن به نام همه‌اش را بسوزان در ۱۶ آوریل ۲۰۱۲ عرضه شد و پس آز آن تک ترانه‌های گمشده در پژواک و قلعه شیشه‌ای منتشر شدند.

### شارژ مجدد و پروژه‌های جانبی (۲۰۱۳)
در سال ۲۰۱۳ گروه روی موسیقی متن فیلم Mall ساختهٔ جو هان کار می‌کرد و همچنین طی مصاحبه‌ای مایک شینودا اعلام کرد که کار روی آلبوم ششم شروع شده و این آلبوم احتمالاً در سال ۲۰۱۴ منتشر خواهد شد.
در ۱۹ می همان سال، چستر بنینگتون با گروه استون تمپل پایلتس همکاری تازه‌ای را شروع کرد. EP این گروه به نام High Rise در ۲۹ اوت در صفحهٔ فیس بوک گروه منتشر شد.
در ۱۰ اوت، گروه در اجرای ترانهٔ جدید خود به نام نوری که هرگز نمی‌آید با Steve Aoki در فستیوال سامر سونیک همکاری کرد. این ترانه به عنوان موسیقی بازی فیس بوکی گروه به نام LP Recharge به‌طور استودیویی ضبط شد. روز انتشار این بازی، گروه اعلام کرد که این ترانه بخشی از دومین آلبوم ریمیکس لینکین پارک به نام شارژ مجدد بود که در ۲۹ اکتبر منتشر شد. آلبومی که ریمیکس قطعات آلبوم موجودات زنده را دربرداشت.

### ضیافت شکار (۲۰۱۴)
در سال ۲۰۱۴ گروه ششمین آلبوم استودیویی خود را با نام ضیافت شکار منتشر کرد و برای اولین بار در یک آلبوم استودیویی خود با هنرمندان مختلفی همچون راکیم، پیج همیلتون، دارون ملکیان و تام مورلو همکاری کرد. پس از حضور ریک رابین به عنوان تهیه‌کننده در سه آلبوم، تهیه کنندگی این آلبوم توسط دو تن از اعضای گروه، مایک شینودا و برد دلسون انجام شده.

### یک نور دیگر (۲۰۱۷)
هفتمین آلبوم رسمی گروه در ۱۹ مه ۲۰۱۷ منتشر شد.

## خیریه
موسیقی در جهت دستگیری و امداد رسانی، یک بنیاد خیریه تأسیس شده توسط لینکین پارک در سال ۲۰۰۵ است. از جمله فعالیت‌های این بنیاد می‌توان به کمک به قربانیان و بازماندگان بلایای طبیعی و حفظ محیط زیست و مبارزه با گرمایش جهانی اشاره کرد.
تا به حال ۳ آلبوم برای این مؤسسه تهیه شده: دو ورژن برای زلزله زدگان هائیتی در سال ۲۰۱۰ و یکی هم برای زلزله زدگان توهوکو. در این آلبوم‌ها ترانه‌های متعددی از هنرمندان مختلف وجود دارد که مردم را تشویق به دانلود می‌کنند، درآمد حاصل از این دانلودها صرف کمک‌های امدادی به قربانیان بلایای طبیعی می‌شود. در آلبوم کمک به هائیتی هنرمندانی همچون اسلش، انریکه ایگلسیاس، پیتر گابریل و… با لینکین پارک همکاری کرده‌اند. در آلبوم کمک به سونامی ژاپن که در سال ۲۰۱۱ منتشر شد از لینکین پارک ترانه‌ای بی کلام به نام "Issho Ni" به چشم می‌خورد.

## سبک و تأثیرات
لینکین پارک هیپ‌هاپ اصیل، راک کلاسیک، سنتی و اصول الکترونیک را در هم آمیخت و از این کولاژ صدایی به یاد ماندنی ایجاد کرد.
از همان آلبوم اول تأثیرات گروه‌هایی همچون دپش مد و استون تمپل پایلتس روی استایل خواندن چستر، گانز ان رزز، دِ اسمیتز، دفتونز و یوتو روی تکنیک گیتار برد دلسون و دِ روتز روی مایک شینودا قابل مشاهده بود.
لینکین پارک از گروه‌هایی نظیر دِ روتز، ناین اینچ نیلز، دفتونز، پابلیک انمی و افکس تویین تأثیر گرفته است.

## اعضای گروه
| اعضای کنونی - مایک شینودا – خواننده اصلی، رپ، گیتار ریتم، کیبوردها، سمپل، سینث‌سایزر (۱۹۹۶–۲۰۱۷، ۲۰۲۳–اکنون) - برد دلسون – گیتار اصلی (۱۹۹۶–۲۰۱۷، ۲۰۲۳–اکنون؛ از سال ۲۰۲۴ در تور غایب است)؛ آواز پس‌زمینه (۲۰۰۰–۲۰۱۷)؛ کیبوردها (۲۰۰۷–۲۰۱۷)؛ بیس (۲۰۰۰) - جو هان – صفحه گردان، سینث‌سایزر، نمونه‌برداری، پروگرمینگ (۱۹۹۶–۲۰۱۷، ۲۰۲۳–اکنون)؛ آواز پس‌زمینه (۲۰۰۰–۲۰۱۷، ۲۰۲۳–اکنون) - دیو فارل – بیس (۱۹۹۶–۱۹۹۹، ۲۰۰۰–۲۰۱۷، ۲۰۲۳–اکنون)؛ آواز پس‌زمینه (۲۰۰۰–۲۰۱۷، ۲۰۲۳–اکنون)؛ کیبوردها (۲۰۰۸–۲۰۱۷) - امیلی آرمسترانگ – آواز اصلی (۲۰۲۳–اکنون) - کالین بریتین – درام، ساز کوبه‌ای، گیتار (۲۰۲۳–اکنون) | اعضای پیشین - راب بوردون – درام، ساز کوبه‌ای (۱۹۹۶–۲۰۱۷); آواز پس‌زمینه (۲۰۰۰–۲۰۱۷) - مارک ویکفیلد – آواز اصلی (۱۹۹۶–۱۹۹۸) - چستر بنینگتون – آواز اصلی (۱۹۹۹–۲۰۱۷؛ تا مرگش) - کایل کریستنر – بیس (۱۹۹۹) نوازندگان جلسه و تور - ایان هورنبک – بیس (۲۰۰۰) - اسکات کوزیول – بیس (۲۰۰۰) - الکس فدر – گیتار اصلی، آواز پس‌زمینه (۲۰۲۴–اکنون) |

## آلبوم‌شناسی
آلبوم‌های استودیویی
- نظریه دورگه (۲۰۰۰)
- متئورا (۲۰۰۳)
- دقایقی تا نیمه‌شب (۲۰۰۷)
- یک‌هزار خورشید (۲۰۱۰)
- چیزهای زنده (۲۰۱۲)
- ضیافت شکار (۲۰۱۴)
- یک نور دیگر (۲۰۱۷)
- از صفر (۲۰۲۴)